# Tambower Rotvieh
Das Tambower Rotvieh (Russisch: Красная тамбовская, Krasnaja tambowskaja) ist eine Rinderrasse aus Russland.

## Zuchtgeschichte
Mitte des 19. Jahrhunderts entstand das Tambower Rotvieh in der Oblast Tambow, indem man die örtliche Tambower Landrasse mit Tiroler Grauvieh kreuzte. Auch South Devon und Fleckvieh wurden eingekreuzt. Den Empfehlungen von Prof. M. M. Pridorogins folgend wurden ab 1911 die Kreuzungsprodukte nur noch untereinander gekreuzt. Ab 1924 begann die planmäßige Zucht, vor allem in der Zuchtstation Kirsanow. 1948 wurde die Rasse offiziell anerkannt.

## Charakteristika
- Farbe rot in verschiedenen Schattierungen, selten weiße Flecken an Bauch, Euter, Brust und Beinen
- starke Konstitution, kompakter Körperbau
- Kopf kurz
- Körper tief und breit
- Milchleistung 2340 kg mit 3,6 % Fett
- gute Fleisch- und Mastqualitäten
- Krankheitsresistenz
- gute Anpassung an das örtliche Klima

Die Hauptzuchtgegend des Tambower Rotviehs ist der Rajon Kirsanow in der Oblast Tambow, wo die Population 9500 Tiere beträgt.
1980 war die Gesamtzahl 45.000.

## Quelle
- https://www.fao.org/3/ah759e/AH759E08.htm